# アマンドリングネス島

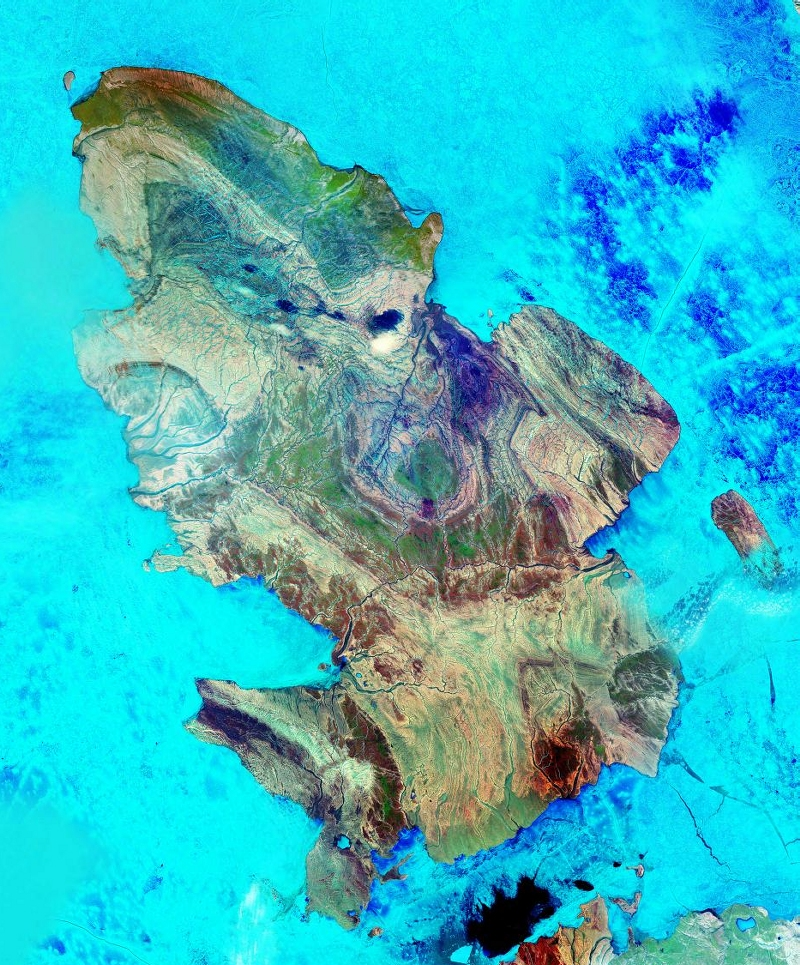
アマンドリングネス島

アマンドリングネス島（英語: Amund Ringnes Island）とはクイーンエリザベス諸島の島の一つ。カナダ、ヌナブト準州に属し、北緯78から79度に位置する。東にはアクセルハイバーグ島、西にはエルフリングネース島、南にはコーンウォール島がある。面積は5,255km2で世界で111番目に大きな島である。ノルウェーの探検家Otto Sverdrupによって彼の探検の後援者であったオスロのビール醸造者、アマンド・リングネスの名をとって名付けられた。
1902年から1930年までノルウェーが領有権を主張していた。